# عبد الكريم أبو صلاح
عبد الكريم أبو صلاح سياسي فلسطيني، شغل منصب وزير وزارة العدل الفلسطينية في حكومة محمود عباس بين 30 مارس 2003 و7 أكتوبر 2003.